# Forum Liberale Mitte
Das Forum Liberale Mitte (FLM) ist eine politische Partei aus dem Schweizer Kanton Aargau.
Das Forum Liberale Mitte wurde vor den Nationalratswahlen 2007 von SVP-Nationalrat Ulrich Siegrist gegründet, sieht sich als eine wirtschaftsliberale, freiheitliche und ökologisch ausgerichtete Zentrumspartei und ist politisch eng verwandt mit der SVP-Abspaltung Bürgerlich-Demokratische Partei und der ehemaligen Liberalen Partei der Schweiz.
Beim Antritt bei den Nationalratswahlen 2007 erreichte das FLM im Aargau einen Stimmanteil von 4 Prozent, womit ihr Kandidat Ueli Siegrist den Einzug ins Parlament nicht mehr schaffte.